# ورن باربریس
ورن باربریس (انگلیسی: Vern Barberis; ۲۷ ژوئن ۱۹۲۸ – ۶ ژانویهٔ ۲۰۰۵) وزنه‌بردار اهل استرالیا بود.
وی در مسابقات کشوری و بین‌المللی در مجموع برندهٔ ۱ مدال طلا، ۲ مدال برنز شده‌است.